# Nephrotoma sodalis
Nephrotoma sodalis är en tvåvingeart som först beskrevs av Friedrich Hermann Loew 1864.  Nephrotoma sodalis ingår i släktet Nephrotoma och familjen storharkrankar. Inga underarter finns listade i Catalogue of Life.